# Bathyteuthis
Bathyteuthis är ett släkte av bläckfiskar. Bathyteuthis ingår i familjen Bathyteuthidae.
Bathyteuthis är enda släktet i familjen Bathyteuthidae.
Kladogram enligt Catalogue of Life:
| Bathyteuthis | \| \| Bathyteuthis abyssicola \| \| \| \| \| \| Bathyteuthis bacidifera \| \| \| \| \| \| Bathyteuthis berryi \| \| \| \| |
|              | \| \| Bathyteuthis abyssicola \| \| \| \| \| \| Bathyteuthis bacidifera \| \| \| \| \| \| Bathyteuthis berryi \| \| \| \| |
|              | Bathyteuthis abyssicola                                                                                                   |
|              | |
|              | Bathyteuthis bacidifera                                                                                                   |
|              | |
|              | Bathyteuthis berryi |
|              | |

## Bildgalleri

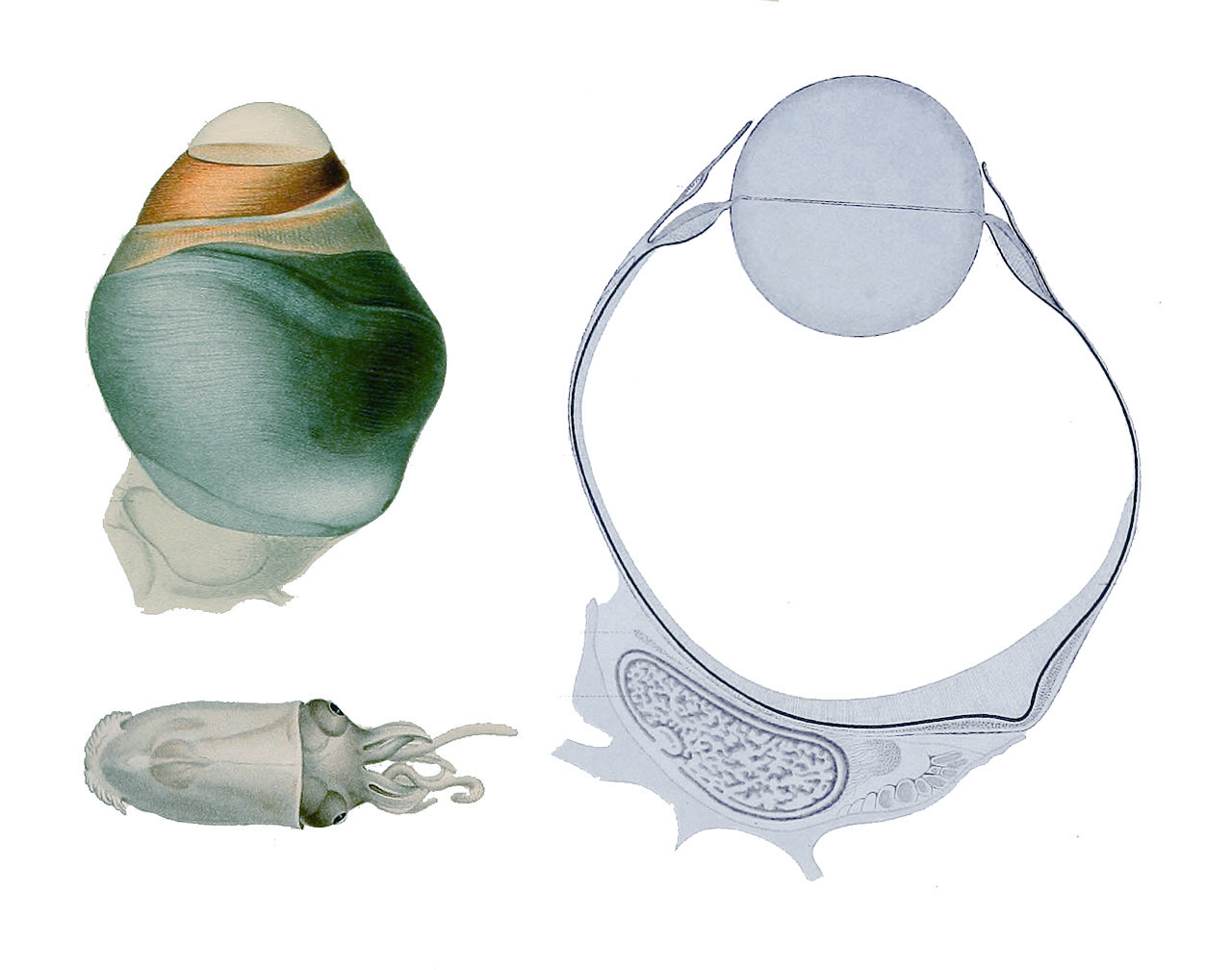